# デメキン (小説)
『デメキン』は、佐田正樹（漫才コンビ・バッドボーイズ ）による日本の自伝小説。ワニブックスにて2009年3月に刊行された。『ヤングチャンピオン』（秋田書店）にてゆうはじめ（作画）による漫画版が2009年No.22から連載中。2017年10月には文庫版が刊行され、同年12月には実写映画が公開された。2020年6月時点でシリーズ累計発行部数は250万部を突破している。
福岡最大の暴走族の総長だった佐田正樹のいじめられっ子だった少年時代から、不良デビューする中学時代、そして暴走族の総長として過ごした青春時代を描いた自伝小説である。登場人物は実在する佐田の友人である。小説版のカバーイラストは、コンビ名と同名の「バッドボーイズ」を代表作とする漫画家・田中宏が担当した。

## 登場人物
佐田正樹（さた まさき）
本作の主人公。小学校低学年まではギョロッとした二重瞼だったためデメキンと呼ばれいじめられていた。3年生のころに強くなりたいと思い、前髪に剃り込みを入れ柔道を習い始め、いじめっ子の軍団を返り討ちにしてからはケンカでは敵なしの存在となる。4年生になって同級生の厚成と親友になってからは不良に憧れ、中学校入学とともに髪型をリーゼント、制服は短ラン・ボンタンにして不良デビューした。それ以来ケンカにバイク、その他不良行為に熱中し、仲間とともに過ごす。高校進学後ほどなくして仲間内で立ち上げた暴走族「亜鳳」に入り、その後福岡連合傘下の「幻影（げんえい）」の総長となり、後に福岡連合全体の総長にもなる。
家族関係は母と姉と暮らしている。中学時代から学校一の問題児として周囲の大人からは疎まれていたが、柔道のコモダ先生だけは正樹の味方となっており、正樹も先生の言うことは素直に聞いている。不良になってからも定期的に柔道の大会に呼び出され参加しており、そこそこの成績を残している。コモダ先生の紹介で柔道の強豪校に推薦入学する話があったものの、2度の補導を問題視した中学の校長が勝手に推薦を取り消したため、一時は高校進学が危ぶまれたものの、小・中学校と修学旅行に行けなかった正樹を母親が、ハワイへ修学旅行に行けるという「博多第一高校」への進学を勧め、無事入学できた。愛車はヤマハ・XJ400。
厚成（あつなり）
正樹の親友。香瀬小学校4年生の時に正樹と出会い、意気投合。小4ですでに喫煙する、正樹よりケンカ早いなど正樹以上の問題児。「トミー」という弟がいる。頭は悪いが、女心を掴むのがうまく、正樹より先に付き合うなどモテる。14歳の時に盗難車でドライブ中に一時停止無視で警察にマークされ、激しいカーチェイスを繰り広げた末に逮捕され1か月ほど鑑別所に拘留された（同乗していた正樹は留置場に1日入れられて釈放される）。
尊敬していた中学の先輩・タカスエに誘われ一時はシンナーに手を出すも正樹の体を張った静止と、その後タカスエが無残な死を遂げてからは使用していない。中学卒業は高校に進学せず、就職。就職後も正樹らで立ち上げた暴走族「亜鳳」に入り、その後福岡連合傘下の「幻影」に組する。中学時代から付き合っていた2つ年上の彼女・アキが妊娠したことを機に引退する。愛車は3代目スズキ・アルト。
まーかつ
凛堂中学校出身。1年生のときに正樹・厚成と出会い以後行動を共にする。短髪で一部分を金髪に染めている。非常に純情な性格で、下ネタなどエロトークをすることを非常に嫌がるため、彼の前ではそういった話題は控えられている。しかし、本人がその手のことにまったく興味がないわけではなく、仲間がいなくなるとこっそりAVを見て自慰行為をしてしまい、裏で「センズリマン」と呼ばれてしまうことに。高校は正樹らと同じ博多第一高校に進学、正樹と違い商業科に所属する。高校進学後ほどなくして仲間内で立ち上げた暴走族「亜鳳」に入り、その後福岡連合傘下の「幻影」に組する。高校生になってもシャイで純情な性格は変わらず女っ気はない。 一度、レディースの女の子に逆ナンされデートするも、AVで得た間違った知識が仇となりこっぴどくフラれた。愛車は高校時代に入手したカワサキ・Z400GP。
よーじ
凛堂中学校出身。1年生のときに正樹・厚成と出会い以後行動を共にする。黒髪で前髪をオールバックにしている。目は小さい。仲間内ではイジられ役であり、よく正樹にヘッドロックされている。高校は正樹らと同じ博多第一高校に進学、正樹と違い商業科に所属する。高校進学後ほどなくして仲間内で立ち上げた暴走族「亜鳳」に入り、その後「福岡連合傘下の「幻影（げんえい）」に組する。苗字は長澤。
ヒロ
凛堂中学校出身。1年生のときに正樹・厚成と出会い以後行動を共にする。仲間内ではひさしや将と特に仲がいい。美人だがヤンキーの姉がいる。好戦的な性格ではあるが、ケンカの腕には自信がない描写がある。高校進学後ほどなくして仲間内で立ち上げた暴走族「亜鳳」に入り、その後福岡連合傘下の「幻影」に組する。高校編以降はあまり登場しない。
ひさし
凛堂中学校出身。1年生のときに正樹・厚成と出会い以後行動を共にする。仲間内ではヒロや将と特に仲がいい。やや変態の気がある。高校進学後ほどなくして仲間内で立ち上げた暴走族「亜鳳」に入り、その後福岡連合傘下の「幻影」に組する。高校は正樹らとは別の学校に進学したようであり、高校編以降はあまり登場しない。
将（しょう）
凛堂中学校出身。1年生のときに正樹・厚成と出会い以後行動を共にする。仲間内ではヒロやひさしと特に仲がいい。盗みが得意で非常に手口が早く、それでいて一度もバレていないと仲間内からは評価され、食料調達などの際に頼られている。盗めない物はないと評されており、果てはバイクのロケットカウルまで盗ってきた。高校進学後ほどなくして仲間内で立ち上げた暴走族「亜鳳」に入り、その後福岡連合傘下の「幻影」に組する。高校は正樹らとは別の学校に進学したようであり、高校編以降はあまり登場しない。
サル
凛堂中学校出身。1年生のときに正樹・厚成と出会い以後行動を共にする。剃り込みの入った坊主頭が特徴。あまり作中には登場しておらず、中学卒業後の動向は不明。ただし、高校時代に凛堂中出身者による集いには顔を出している模様。
ホーリ
凛堂中学校出身。1年生のときに正樹・厚成と出会い以後行動を共にする。作中では名前が一度出たのみ。
サメシマ
通称「サメ」。凛堂北中学校出身。元は凛堂中学を敵視しており、正樹のグループと衝突。厚成とのタイマン勝負で負けてしまうが、これを機に仲良くなる。高校進学後ほどなくして仲間内で立ち上げた暴走族「亜鳳」に入り、その後福岡連合傘下の「幻影」に組する。ヒョウ柄のシャツを好んでよく着ている。バイクいじりでは配線関係の技術がチーム1と評される。一時期、連合内でご法度とされるシンナーに手を出していた。また手癖も悪く、チーム内禁止のバイク盗難もやめられずにいた。バイク愛車はカワサキ・ゼファー。
森下幹也（もりした みきや）
凛堂中学校出身。正樹らとは1つ上の学年の不良グループのリーダー格。入学したての正樹と厚成に厳しい指導を施し、不良の世界を厳しさを教えた。どちらかというと保守的な性格で、面倒ごとを嫌う。そのため、調子に乗っている正樹たちを疎んでこそはいるものの、特に先輩らしいことは何もしていない。周囲には内緒に地元で暴走族を結成していた正樹たちの情報を大八誠ら「汝風」に詰められてあっさり漏らした。
よしのり
凛堂中学校出身。正樹らとは1つ上の学年。上の前歯がなく、特徴的な前髪をしており、周りからは不評（本人は大変気に入っている）。優しい性格で、正樹ら後輩からは対等の扱いを許している。口癖は「セーフ」。よしのりの提案により、正樹と厚成を連れて地元の時計店を強盗に入る。結果、3人とも警察に捕まり正樹と厚成を庇ったため二人は即日釈放されたが、自身は逮捕となる。
真木（まき）
凛堂中学校出身。地元・笹熊の暴走族「悪死魔（あくしま）」の10代目総長で正樹の2つ上の先輩。カリスマ性のある人物で正樹は特に憧れていた。腕っぷしはもちろんのこと、後輩や弱いものいじめはしない男気の持ち主。静奈という彼女がいる。ある時、静奈が他の暴走族連中に襲われてしまい、その報復として正樹の目の前で犯人である族数名を襲撃。しかし、その数日後に走行車線に飛び出してきた人をよけたことで対向車のトラックと正面衝突して帰らぬ人に。タカスエの死の1か月後のことで、正樹、厚成に大きな衝撃を与えた。またこのことがきっかけで悪死魔は解散、しばらくは笹熊での暴走族結成はご法度となることに（のちに正樹達の代で復活する）。愛車はホンダ・CBR400F。
徳田（とくだ）
地元・笹熊のチンピラ。正樹らとは4つ上でタカスエとは同級生。通称「ラッパ（ホラばかり吹いていることから）」。同級生や先輩からは相手にされていないため、後輩から金を巻き上げたり、絡んでいるため周囲からは毛嫌いされている。額に切り傷、右耳の上部が欠けている外見に、話している途中に「シーッ」と言うのが特徴。正樹だけでなく、黒瀬からも金を集っている。シンナーにも手を出しており、シンナーをダシに女をナンパしている。シンナーに溺れたタカスエとケンカし勝利したが、その際にも「下っ端」と評されているためケンカの腕はさほどとみられる。先輩という理由で正樹は徳田の言うことに渋々従っている。何度か仕返ししようとするも、いつも寸のところで未遂に終わっている。愛車は8代目前期型のトヨタ・クラウン。
タカスエ
地元・笹熊の暴走族「悪死魔」の8代目総長で正樹の4つ上の先輩。腕っぷしも強く、男気もあったので後輩からも慕われていた。しかしシンナーに手を出してからは廃人と化し、かつて喧嘩無敵と呼ばれた腕っぷしも鳴りをひそめ、徳田にすら負けてしまい、その評判は地に落ちる。ひょんなことから正樹と厚成と再会、特にタカスエを尊敬していた厚成は変わり果てた姿に大きなショックを受けるも、逆にタカスエの誘いを受けシンナーに手を染めてしまう。その後も厚成をシンナー誘うも、正樹が断り、その場にたまたま出くわした久田を代わりに誘い、工場へ忍びこみ、積まれた一斗缶入りのシンナーに手を出そうとするも、自身の不注意により引火させてしまい火だるまとなり死亡。死ぬ間際に「母ちゃんに謝りたい」と後悔の念を漏らしていた。BOØWYのNO. NEW YORKが好き。真木とともに正樹と厚成に大きな影響を与えた人物である。愛車は7代目後期型のスカイラインGT-S。
久田（ひさだ）
凛堂中学校出身で正樹らの同級生。同級生とはつるまず、主に仕事をしていない先輩とつるんでいる。そのためあまり学校には来ていなかったが、たまたまタカスエと正樹のいざこざの前に現れてしまい、タカスエに誘われる形でシンナー探しへと出かけてしまう。忍び込んだ工場でタカスエがシンナーを引火させ大火傷を負い、久田が最期を看取った。久田に非はなかったものの、責任を取らされる形で先輩から激しい暴力を喰らう。
祐二郎（ゆうじろう）
凛堂中学校出身。正樹たちの1年後輩。茶髪のミディアムヘアーが特徴。正樹らが立ち上げた暴走族「亜鳳」に入り、その後福岡連合傘下の「幻影」に組する。初期はよく先輩の後ろに乗っていた（乗せられていた）。中学生の時点では童貞でそのことについて先輩たちにからかいのネタとなっている。
松本（まつもと）
正樹の地元から少し離れた北山市に住む同級生。正樹と同じ柔道をやっており、大会の会場で知り合い仲良くなる。正樹より体格が大きく、柔道では上の階級にいる。大きなリーゼント頭が特徴。中学時代は正樹より不良の度合いが進んでいて、バイクを所持し乗り回しており、正樹にバイクの乗り方を教える。顔も広く、正樹に女友達を紹介して後に交際するまでに発展させている。暴走族「鬼炎会（きえんかい）」に所属しており、後に福岡連合の傘下に入り、集会にて再会する。大八引退後は親衛隊長に任命される。愛車はホンダ・CBX。
大沼部清人（おおぬまべ きよと）
博多第一高校工業科に在籍する正樹の同級生。同じクラスメイトであり席も近い。背が低く童顔だが声は中年男性のように低い。坊主頭だが頭頂部だけ金髪に染めている。絵が上手。暴走族には「汝風（なち）」の志賀総本部に所属している。不良ではあるが、小柄でケンカの腕はあまりない。しかしかなりマイペースな性格であり、正樹ら福岡連合幹部にも対等な態度を取り、挙句は自身に役職を求めた。その結果、携帯電話を持っているという理由で連絡隊長を務めることに。お笑い芸人を目指しており、族の集まりの最中に漫才の練習をすることも。志賀島に父親と目の悪い祖母と3人暮らし。実家はかなりボロボロ。愛車は72回ローンで購入した新車のヤマハ・XJR。後の正樹の相方となる大溝清人がモデル。
貢（みつぐ）
博多第一高校工業科に在籍する正樹の同級生。入学後に正樹が起こした渡辺とのケンカに感化され、正樹と仲良くなる。三浦とエビタイとは地元がいっしょで共に「死流會（しりゅうかい）」という暴走族を結成しており、そこで総長を張っている。正樹曰く厚成と似ているところがあるという。父親を事故で亡くして以来、家庭環境が複雑になっており、経済的に恵まれていないため高校は奨学生として通っている。福岡連合結成時に大八から死流會を潰すことを命じられた佐田と一時的に険悪なムードになるが、貢の家庭環境を知った佐田が頭を下げ福岡連合の傘下に入ることを依頼、貢も快諾したためことなきを得た。ルックスがよく、女子からは人気がある描写がある。
三浦（みうら）
博多第一高校工業科に在籍する正樹の同級生。入学後正樹が起こした渡辺とのケンカに感化され、正樹と仲良くなる。貢とエビタイとは地元がいっしょで共に「死流會」という暴走族を結成している。グループ内でも1, 2を争う女好きで、顔に自信はあり自称「九州一の甘いマスク」。だがレディースの羅刹会には通用しなかった。
エビタイ
博多第一高校工業科に在籍する正樹の同級生。入学後正樹が起こした渡辺とのケンカに感化され、正樹と仲良くなる。貢と三浦とは地元がいっしょで共に「死流會」という暴走族を結成している。顔はよーじに似ている。貰いタバコの常習犯。
ケイジ
博多第一高校機械化に在籍する正樹の同級生。福岡市内最大の暴走族チーム「汝風」に所属する。正樹らとはさほど親交はなかったが、自身のチームの総長・大八誠の一件で接点を持つことになる。福岡連合結成後は正樹や貢とも仲良くなった。
渡辺（わたなべ）
博多第一高校の生徒で正樹らの1つ上の学年。1年生ながら目立っていた正樹を入学早々ヤキを入れるも、正樹に不意打ちを受け、頭から血が噴き出すほどの大怪我を負う。その後リベンジを果たしに他の生徒も巻き込む1年生対2年生の大乱闘を起こすが、今度は正面から正樹にやられ完敗を喫する。
大八誠（おおや まこと）
福岡市内最大の暴走族チーム「汝風」及び福岡連合の立ち上げ者であり総長。正樹からは「顔面凶器」と称されるほど人相が悪く、鍛え抜いた体が自慢。中学の時に3回も鑑別所に入り、3回目の時に少年院送りとなる（罪状は拉致監禁）。出所後は正樹らの地元の笹熊に住むようになったことから正樹らと接点を持つようになる。笹熊で有名な正樹を試す形で阿鳳解散を迫ったが、正樹が体を張って否定した度胸を認め、福岡中の暴走族を吸収し、1つのチームにする「福岡連合」計画の協力を仰ぐ。認めた人物には優しいが、敵対する者には全くの情け容赦がなく、何の躊躇いもなく人を刺すほど。ケンカの際は「相手が仕返ししたくなくなるまで戦意喪失させるまでやる」がモットー。このやり方は一時期正樹が影響される他、血悪鬼のユージも同様のスタイルになる。福岡統一後、目的を果たしたことから引退を決意、総長の座を正樹を指名し譲った。
光（ひかる）
暴走族には「汝風」の志賀総本部に所属している。後に先代総長大八から2代目副総長を任命される。仲間思いな性格で、大沼部のことを思いやったり、松本を刺した銀次に報復しに行くなどしている。メンバー内では比較的温厚で常識人。連合内でもめごとが起こると率先して止めに入る。
庄野崎源太（しょうのざき げんた）
暴走族「糸島連合」の総長。ひょんなことから大沼部と庄野崎のグループが起こした騒動に正樹が入り、タイマンを張る。実力は正樹と同格。激しい肉弾戦を繰り広げ、正樹をもってして負けるかもと思わせるほどであったが、同時に庄野崎も同じことを思っており、停戦を申し込む。正樹曰くタイマンで初めて引き分けた人物。正樹とはケンカを経て仲良くなる。
正樹とのタイマン後に糸島連合は蝉魔竜と衝突、銀次と隼人に実家へ襲撃されて重傷を負わされる。さらにその後入院先の病院にまで襲撃をかけられ、完膚なきまでにやられてしまった。しかし、福岡連合と蝉魔竜の全面戦争時には復活して駆けつけた。
花房銀次（はなふさ ぎんじ）
西区最大の暴走族「蝉魔竜（せみまる）」の幹部。蝉魔竜の後継者争いの際にあまりの悪行に業を煮やした先代グループに襲撃されそうになるも、逆に返り討ちに浴びせ半殺しにしたため少年院に入っていた。忠次より先に出所したため、隼人とともに蝉魔竜の福岡制覇の足掛かりを作っていた。かなりの巨体でスキンヘッドに上下迷彩柄の服装が特徴。巨体を生かした攻撃を駆使し、張り手やのしかかりなどが得意技。松本襲撃の際に忠次からナイフで刺すように命じられ脇腹を刺す。福岡連合との全面戦争時、一度目は相手を圧倒するも、二度目は松本の敵討ちに燃える光の渾身の力で仕掛けたアームロックに力尽きた。
東隼人（あずま はやと）
西区最大の暴走族「蝉魔竜」の幹部。蝉魔竜の後継者争いの際にあまりの悪行に業を煮やした先代グループに襲撃されそうになるも、逆に返り討ちに浴びせ半殺しにしたため少年院に入っていた。忠次より先に出所したため、銀次とともに蝉魔竜の福岡制覇の足掛かりを作っていた。頭頂部のみ金髪のソフトモヒカンが特徴。銀次と違った意味で体格がよく、ケンカの腕も相当なもの。福岡連合との全面戦争時、一度目は正樹を相手に互角の善戦を繰り広げるも決着つかず。二度目はリベンジに燃える庄野崎と対戦、相手は病み上がりだと甘く見ていたこともあり、渾身の一打をアゴに受けて意識を失いKO負けを喫した。
蘭忠次（あららぎ ちゅうじ）
西区最大の暴走族「蝉魔竜」の9代目総長。蝉魔竜の後継者争いの際にあまりの悪行に業を煮やした先代グループに襲撃されそうになるも、逆に返り討ちに浴びせ半殺しにしたため少年院に入っていた。主犯格のため、銀次や隼人より長く院に入っており、先に出所した2人に福岡統一の計画の足掛かりを託していた。7代目総長・田辺に憧れ、認められたいが一心に銀次、隼人とともに相当な悪事を働くが、逆に先輩連中からも敵視されるようになり、田辺に襲撃される運びとなった。やや人間不信に陥っており、銀次ら仲間に対しても辛辣な一面がある。厚成への襲撃は自ら直々に参加、一度は厚成に攻められるも、仲間の加勢により厚成を追い込み、最後は4指すべてを折る凄惨な制裁を加える。福岡連合との全面戦争時、一度目は自ら出張らず、二度目も仲間とともに乱闘に参加した正樹とは対照的に、仲間に任せて高みの見物を決めていた。乱闘に参加してへばっていた正樹相手に最初は圧倒するも、中々倒れない正樹相手に焦り、後半からは攻守一転し正樹に滅多打ちを食らい戦意喪失。最後は悔し涙を流した。
田辺（たなべ）
西区最大の暴走族「蝉魔竜」の7代目総長。正樹らの3つ年上。極悪非道と評される悪童であり、蝉魔竜の勢力拡大に貢献。忠次たちは彼を慕い蝉魔竜に入った。しかし、加減知らずの悪さを繰り広げる忠次たちを疎み、制裁を加えようとするも、忠次たちに返り討ちに浴びせられ半殺しの目に遭う。このことが忠次らが少年院に入る運びになった事件である。
ユージ
福岡連合傘下の暴走族「血悪鬼（ちあき）」の総長。血悪鬼は「常識0の窃盗集団」と評され評判は良くない。大八に憧れ連合の傘下に入った経緯がある。そのため、大八とは違い穏健派に見える現総長の正樹のことが気に入らない。宇佐美に焚き付けられる形になるとは言え、自身も打倒正樹のために、福岡連合に入っていない族や、連合内の族にも襲撃をかけ、自らが前線に立った。
大八に憧れ、大八のやり方を推奨するだけあって、その攻撃性は加減知らずであり、相手を徹底的に叩くスタイルを取っている。以前は少年院に入っており、そこで同じ受刑者からいじめをうけていたところ、大八に助けられたことをきっかけに心酔する。出所後大八を追い、福岡連合の傘下に入るも、大八が正樹を可愛がり、後継に選んだことを妬み、正樹を目の敵にしていた。直接対決で正樹に怒りをぶつけるも、仲間に手を出したことに対する怒りから正樹にはかつてないほどの殴打を喰らい、ボロ雑巾のようになるまでシメられる。敗北後その場で福岡連合の脱退を表明、正樹のことは受け入れられないとしつつも、総長としての器は認めているようである。
宇佐美（うさみ）
福岡連合傘下の暴走族「血悪鬼」に所属する。ユージを使って血悪鬼の福岡制覇及び自身の地位向上のために悪事を働く。「力より精神的な支配こそ強さ」と掲げ、恐喝や、シンナーや薬物に溺れさせて相手を潰すことを得意としている。「反乱軍」旗揚げ時には正樹の名を騙って悪徳な集金を行い、周囲に正樹に対する反発を煽る。さらにサメらをシンナーに溺れさせ、自軍の傘下に取り入り正樹派の弱体化を狙った。ユージと違い、話し合いによる反乱軍結成を否定し、あくまで「支配」による拡大を目指し、次々と福岡連合に属していない暴走族を襲撃して、自身の傘下に収めた。反乱軍への加入を断ったミツグら死流會と衝突、徹底的に制裁を加える。連合内での争いには前線にユージを送り、自身は後ろで高みの見物を決め込んでいた。ユージが敗北するとなると逃げ出そうとするも、復活したミツグら死流會に捕まり、報復を食らう。後に警察に逮捕された際は福岡連合の情報を流す。
大沼部（おおぬまべ）
福岡連合傘下の暴走族「汝風」の粕屋支部所属。清人と同性だが血縁関係はない。実家が塗装屋をやっており、その関係でシンナーが手に入るため、宇佐美と組んでいる。

## 書誌情報

### 小説
単行本
- 佐田正樹（著） / 田中宏（カバーイラスト） 『デメキン』 ワニブックス、2009年3月15日発売、ISBN 978-4-8470-1830-5

文庫版
- 佐田正樹 『デメキン』 幻冬舎〈幻冬舎よしもと文庫〉、2017年10月6日発売、ISBN 978-4-344-42666-5

### 漫画
- 佐田正樹（原作） / ゆうはじめ（作画） 『デメキン』 秋田書店〈ヤングチャンピオンコミックス〉、既刊38巻（2025年8月20日現在）[2]
  1. 2010年3月19日発売、ISBN 978-4-253-14826-9
  2. 2010年9月17日発売、ISBN 978-4-253-14827-6
  3. 2011年4月6日発売、ISBN 978-4-253-14828-3
  4. 2011年8月6日発売、ISBN 978-4-253-14829-0
  5. 2012年2月20日発売、ISBN 978-4-253-14830-6
  6. 2012年8月20日発売、ISBN 978-4-253-14967-9
  7. 2013年3月19日発売、ISBN 978-4-253-14968-6
  8. 2013年8月20日発売、ISBN 978-4-253-14969-3
  9. 2014年1月20日発売、ISBN 978-4-253-14970-9
  10. 2014年5月20日発売、ISBN 978-4-253-15149-8
  11. 2014年11月20日発売、ISBN 978-4-253-15150-4
  12. 2015年6月19日発売、ISBN 978-4-253-15151-1
  13. 2016年1月20日発売、ISBN 978-4-253-15152-8
  14. 2016年5月20日発売、ISBN 978-4-253-15153-5
  15. 2016年7月20日発売、ISBN 978-4-253-15154-2
  16. 2016年11月18日発売、ISBN 978-4-253-15155-9
  17. 2017年5月19日発売、ISBN 978-4-253-15159-7
  18. 2017年11月20日発売、ISBN 978-4-253-15160-3
  19. 2018年2月20日発売、ISBN 978-4-253-15211-2
  20. 2018年8月20日発売、ISBN 978-4-253-15212-9
  21. 2018年12月20日発売、ISBN 978-4-253-15213-6
  22. 2019年5月20日発売、ISBN 978-4-253-15214-3
  23. 2019年10月18日発売、ISBN 978-4-253-15215-0
  24. 2020年2月20日発売、ISBN 978-4-253-14434-6
  25. 2020年6月19日発売、ISBN 978-4-253-14438-4
  26. 2020年11月20日発売、ISBN 978-4-253-14444-5
  27. 2021年4月20日発売、ISBN 978-4-253-14449-0
  28. 2021年7月19日発売、ISBN 978-4-253-14456-8
  29. 2022年2月18日発売、ISBN 978-4-253-14458-2
  30. 2022年5月19日発売、ISBN 978-4-253-14459-9
  31. 2022年11月18日発売、ISBN 978-4-253-30051-3
  32. 2023年3月20日発売、ISBN 978-4-253-30052-0
  33. 2023年7月20日発売、ISBN 978-4-253-30053-7
  34. 2023年12月20日発売、ISBN 978-4-253-30054-4
  35. 2024年4月18日発売、ISBN 978-4-253-30055-1
  36. 2024年10月18日発売、ISBN 978-4-253-30056-8
  37. 2025年3月18日発売、ISBN 978-4-253-30057-5
  38. 2025年8月20日発売、ISBN 978-4-253-30058-2

## 映画
2017年12月2日より全国公開。主演の佐田役には漫画原作モノを数多く経験してきた健太郎、相棒・厚成役には山田裕貴を配役。2時間という尺にまとめることもあり、群集劇となっている漫画版と比較し、2人によるバディものとして意図的に再構成している。
厚成の恋人・アキ役として、舞台となる福岡出身の今田美桜 を抜擢。

### 映画の登場人物
- 佐田正樹 ‐ 健太郎
- 合屋厚成 ‐ 山田裕貴
- 真木 ‐ 栁俊太郎
- アキ ‐ 今田美桜
- マーカツ ‐ 高橋里恩
- ヨージ ‐ 田中偉登
- 鮫島 ‐ 福山翔大
- 将 ‐ 三村和敬
- 大沼部清人 ‐ 藤木修
- ミツグ ‐ 岩永ジョーイ
- 三浦 ‐ 神永圭佑
- 庄野崎源太 ‐ 成田瑛基
- 蘭忠次 ‐ 笠松将
- 大八誠 ‐ 黒石高大
- 坂田聡、ケン、くっきー!、金子大地、奈須田雄大、古橋舞悠、水沼天孝、梶聡志、渡辺大貴 ほか

### スタッフ
- 監督：山口義高
- 製作：間宮登良松、永森裕二
- エグゼクティブプロデューサー：加藤和夫
- プロデューサー：佐藤現、木村俊樹
- ラインプロデューサー：本島章雄
- 音楽プロデューサー：津島玄一
- キャスティングディレクター：杉野剛
- 原作：佐田正樹「デメキン」
- 脚本：足立紳
- 音楽：海田庄吾
- 撮影：神田創
- 照明：丸山和志
- 美術：将多
- 録音：渡辺丈彦
- 音響効果：渋谷圭介
- 編集：淵崎千恵子
- 衣装：ヤマダタカノブ
- ヘアメイク：宇都圭史
- アクション監督：匠馬敏郎
- アクションコーディネーター：坂口茉琴
- バイクコーディネイト/劇用車製作：古橋祐二(MISTY)
- 助監督：古川豪
- 制作担当：今井尚道
- 方言指導：浦上力士
- プロダクションデスク：木村佐知子
- スチール：渡邉俊夫
- 特殊メイク・造形：中田彰輝
- 特攻服刺繍デザイン：田中光司
- 画コンテ：相馬宏充
- 劇中画：相沢克人
- 音楽制作：東映音楽出版
- CG制作：スタジオバックホーン
- 音源協力：NHK
- 写真協力：東映
- 主題歌：LEGO BIG MORL「一秒のあいだ」
- ポスタービジュアル撮影：岩澤高雄
- 企画協力：よしもとクリエイティブエージェンシー、ワニブックス、秋田書店
- 制作プロダクション：ステアウェイ
- 配給：AMGエンタテインメント
- 製作：映画『デメキン』製作委員会（東映ビデオ、AMGエンタテインメント）